# (72630) 2001 FO30
(72630) 2001 FO30 – planetoida z pasa głównego asteroid okrążająca Słońce w ciągu 3,99 lat w średniej odległości 2,51 j.a. Odkryta 21 marca 2001 roku.